# Ungheria ai XX Giochi olimpici invernali
L'Ungheria ha partecipato ai XX Giochi olimpici invernali di Torino, svoltisi a dall'11 al 26 febbraio 2006, con una delegazione formata da 19 atleti, 11 uomini e 8 donne.

## Biathlon
| Gara                        | Atleta          | Risultati | Risultati | Risultati   |
| Gara                        | Atleta          | Tempo     | Penalità  | Piazzamento |
| --------------------------- | --------------- | --------- | --------- | ----------- |
| Sprint individuale maschile | Imre Tagscherer | 30'38"1   | 3         | 76          |
| Individuale maschile        | Imre Tagscherer | 1:05'11"1 | 7         | 78          |

| Gara                         | Atleta            | Risultati | Risultati | Risultati   |
| Gara                         | Atleta            | Tempo     | Penalità  | Piazzamento |
| ---------------------------- | ----------------- | --------- | --------- | ----------- |
| Sprint individuale femminile | Zsofia Gottschall | 31'09"1   | 6         | 82          |
| Individuale femminile        | Zsofia Gottschall | 1:08'17"3 | 8         | 89          |

## Bob
| Gara                   | Equipaggio                                              | Manche 1 | Manche 2 | Manche 3 | Manche 4        | Totale | Posizione |
| ---------------------- | ------------------------------------------------------- | -------- | -------- | -------- | --------------- | ------ | --------- |
| Bob a due maschile     | Márton Gyulai Bertalan Pintér                           | 57"25    | 57"36    | 58"40    | non qualificato |        | 29        |
| Bob a quattro maschile | Márton Gyulai Zsolt Kürtösi Tamás Margl Bertalan Pintér | 56"99    | 56"73    | 56"45    | non qualificati |        | 12        |

## Pattinaggio di figura
| Gara                  | Atleta                    | Obbligatorio | Obbligatorio | Breve/Originale | Breve/Originale | Libero | Libero | Totale | Totale |
| Gara                  | Atleta                    | Punti        | Pos.         | Punti           | Pos.            | Punti  | Pos.   | Punti  | Pos.   |
| --------------------- | ------------------------- | ------------ | ------------ | --------------- | --------------- | ------ | ------ | ------ | ------ |
| Individuale maschile  | Zoltán Tóth               |              |              | 55,07           | 24              | 90,40  | 24     | 145,47 | 24     |
| Individuale femminile | Júlia Sebestyén           |              |              | 49,58           | 16              | 79,68  | 20     | 129,26 | 18     |
| Individuale femminile | Viktória Pavuk            |              |              | 46,40           | 19              | 73,45  | 23     | 119,85 | 23     |
| Danza su ghiaccio     | Attila Elek Nóra Hoffmann | 27,53        | 19           | 44,04           | 18              | 79,90  | 16     | 149,47 | 17     |

## Sci alpino
| Gara    | Atleta        | 1° manche | 2° manche | Tempo totale | Posizione |
| ------- | ------------- | --------- | --------- | ------------ | --------- |
| Slalom  | Attila Marosi | 1'07"67   | 1'02"61   | 2'10"28      | 42        |
| Gigante | Attila Marosi | 1'32"30   | 1'32"82   | 3'05"12      | 38        |

| Gara    | Atleta    | 1° manche | 2° manche | Tempo totale | Posizione |
| ------- | --------- | --------- | --------- | ------------ | --------- |
| Slalom  | Reka Tuss | 53"76     | 57"83     | 1'51"59      | 49        |
| Gigante | Reka Tuss | 1'16"12   | 1'23"70   | 2'39"82      | 49        |

## Sci di fondo
| Gara                   | Atleta            | Tempo d'arrivo | Posizione |
| ---------------------- | ----------------- | -------------- | --------- |
| 15 km tecnica classica | Zoltán Tagscherer | 45'20"3        | 77        |

| Gara        | Atleta            | Qualificazioni | Qualificazioni | Quarti di finale | Quarti di finale | Semifinali      | Semifinali      | Finale | Finale    |
| Gara        | Atleta            | Tempo          | Pos.           | Tempo            | Pos.             | Tempo           | Pos.            | Tempo  | Posizione |
| ----------- | ----------------- | -------------- | -------------- | ---------------- | ---------------- | --------------- | --------------- | ------ | --------- |
| Individuale | Zoltán Tagscherer | 2'22"69        | 44             | Non qualificato  | Non qualificato  | Non qualificato | Non qualificato |        | 44        |

| Gara                   | Atleta         | Tempo d'arrivo | Posizione |
| ---------------------- | -------------- | -------------- | --------- |
| 10 km tecnica classica | Leila Gyenesei | 36'43"0        | 69        |

## Short track
| Gara   | Atleta       | Batterie | Batterie | Quarti di finale | Quarti di finale | Semifinali | Semifinali | Finale   | Finale |
| Gara   | Atleta       | Tempo    | Pos.     | Tempo            | Pos.             | Tempo      | Pos.       | Tempo    | Pos.   |
| ------ | ------------ | -------- | -------- | ---------------- | ---------------- | ---------- | ---------- | -------- | ------ |
| 500 m  | Peter Darazs | 42"929   | 2        | 1:01"289         | 3                |            |            |          | 10     |
| 1000 m | Peter Darazs | 1'27"826 | 2        | 1'28"738         | 4                |            |            |          | 12     |
| 1500 m | Peter Darazs | 2'30"281 | 3        |                  |                  | 2'18"348   | 4          | 2'24"969 | 11     |
| 1500 m | Viktor Knoch | 2'23"876 | 3        |                  |                  | 2'19"600   | 2          | 2'26"806 | 5      |

| Gara   | Atleta       | Batterie | Batterie | Quarti di finale | Quarti di finale | Semifinali | Semifinali | Finale   | Finale |
| Gara   | Atleta       | Tempo    | Pos.     | Tempo            | Pos.             | Tempo      | Pos.       | Tempo    | Pos.   |
| ------ | ------------ | -------- | -------- | ---------------- | ---------------- | ---------- | ---------- | -------- | ------ |
| 500 m  | Rozsa Darazs | 1:10"558 | 3        |                  |                  |            |            |          | 22     |
| 500 m  | Erika Huszar | 46"113   | 2        | 45"382           | 4                |            |            |          | 13     |
| 1000 m | Rozsa Darazs | 1'34"059 | 4        |                  |                  |            |            |          | 21     |
| 1000 m | Erika Huszar | 1'36"515 | 2        | 1'34"080         | 4                |            |            |          | 11     |
| 1500 m | Rozsa Darazs | 2'42"256 | 4        |                  |                  |            |            |          | 21     |
| 1500 m | Erika Huszar | 2'35"920 | 2        |                  |                  | 2'32"504   | 2          | 2'25"405 | 4      |